# Postupujte k domovu
Postupujte k domovu (v anglickém originále Move Along Home) je v pořadí desátá epizoda první sezóny seriálu Star Trek: Stanice Deep Space Nine.

## Příběh
Posádka stanice Deep Space Nine uskuteční první kontakt s druhem Wadiů, kteří pochází z kvadrantu gama. Nicméně Wadiové nemají zájem o formality a zamíří rovnou do Quarkova baru. Quark je nejprve považuje za potenciální zdroj zisku, ale když se během chvilky naučí dabo a pořád vyhrávají, nařídí jedné z dabo dívek podvádět. Wadiové to odhalí a donutí Quarka zahrát si „čestnou hru“ s názvem „chula“.
Najednou se komandér Sisko, doktor Bashir, major Kira a poručík Dax přesunou do jakéhosi abstraktního světa. Objeví se jeden z Wadiů a povzbuzuje je „Postupujte, postupuje k domovu“. Spolu s tím, jak Quark hraje, posádka musí řešit hádanky. A když Odo zjistí, že nejsou na stanici k nalezení, Quark si uvědomí, že se stali součástí jeho hry. Později během hry je Bashirova figura přenesena na jiné místo hry a on zmizí. Quark si poté musí vybrat, zda půjde kratší a obtížnější cestou, nebo delší, která je snadnější pro jeho zbývající hráče. Vybere si kratší cestu a když Odo protestuje, vysvětlí mu, že kvůli možnými rizikům je lepší dostat figury domů co nejrychleji. Ale když si pak hodí kostkou, musí jednu figuru obětovat.
Quark prosí Wadie, aby ho nenutili si vybrat a oni zvolí náhodně. Sisko, Kira a Dax se přesunou do jeskyně za probíhajícího zemětřesení a Dax se zachytí noha mezi kameny. Říká Siskovi, aby ji tam nechali, ale jemu se společně s Kirou podaří Jadzii vyprostit. Nakonec ale všichni tři spadnou do propasti a následně se objeví u Quarka v baru. Quark je nadšený a chce si vybrat výhru, Wadiové mu ale vysvětlí, že prohrál. A také že posádka nikdy nebyla ve skutečném nebezpečí. Wadiové pak stanici opustí.

## Zajímavosti
- Kvůli této epizodě se Terry Farrellová (Dax) nemohla objevit v epizodě „Dědictví otců“ seriálu Star Trek: Nová generace. Místo ní si v ní zahrál Alexander Siddig (Bashir).
- Epizoda byla nominována na cenu Emmy v kategorii „Nejlepší účes v seriálu“.
- Název „chula“ je složen z prvních písmen anglických slov „chutes“ a „ladders“, což je také název stolní hry oblíbené v anglicky mluvených zemích.